# Cavalleria rusticana
Cavalleria rusticana (en français : « Chevalerie campagnarde ») est un opéra en un acte unique, composé par Pietro Mascagni, sur un livret de Giovanni Targioni-Tozzetti et Guido Menasci. Le livret est inspiré d'une nouvelle de Giovanni Verga. Cet opéra est l'œuvre la plus célèbre du compositeur.
Le jeune compositeur, qui a 27 ans et qui n'a composé qu'une opérette, reçoit le premier prix d'un concours proposé par l'éditeur Sonzogno, soucieux de rechercher de nouveaux talents. L'opéra est créé au Teatro Costanzi de Rome, le 17 mai 1890. Dans les années qui suivent, Cavalleria rusticana est représenté sur de nombreuses scènes européennes et connaît un succès phénoménal.
Mascagni a su mener une intrigue brutale, simple et efficace. Sa musique se rapproche souvent de la chanson populaire du sud de l'Italie, notamment dans les airs de Turiddu (Sicilienne O Lola, Brindisi Viva il vino spumeggiante).
En raison de sa brièveté (environ 70 min) et de ses fortes ressemblances, au moins quant à l'esthétique théâtrale, avec un autre opéra vériste composé à la même période, Pagliacci (Paillasse en français) de Ruggero Leoncavallo, il lui est souvent associé à la scène, au disque, en DVD.

## Les personnages

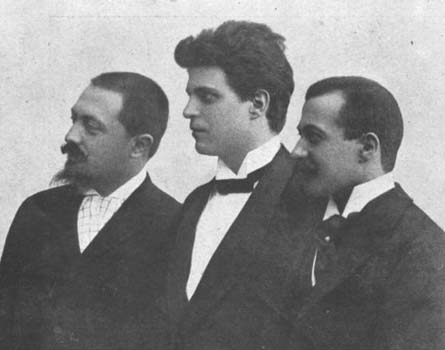
Pietro Mascagni et ses librettistes Giovanni Targioni-Tozzetti (à gauche) et Guido Menasci (à droite)

| Rôles                                                | Voix          | Création, 17 mai 1890 (Chef d'orchestre: Leopoldo Mugnone (en)) |
| ---------------------------------------------------- | ------------- | --------------------------------------------------------------- |
| Santuzza, une jeune paysanne                         | soprano       | Gemma Bellincioni                                               |
| Turiddu, un jeune paysan récemment revenu de l'armée | ténor         | Roberto Stagno (en)                                             |
| Lucia, sa mère                                       | contralto     | Federica Casali                                                 |
| Alfio, un charretier                                 | baryton       | Guadenzio Salassa                                               |
| Lola, la femme d'Alfio                               | mezzo-soprano | Annetta Gulì                                                    |
| Villageoises et villageois                           | chœurs        |                                                                 |

## Argument: Acte unique
La scène se déroule dans un village en Sicile au XIXe siècle, le jour de Pâques.

Le prélude orchestral ouvre sur le thème du désespoir de Santuzza et se poursuit sur la sérénade que Turiddu adresse à Lola, la jeune épouse d’Alfio : c’est une chanson sicilienne chantée derrière le rideau. Le rideau se lève ensuite dévoilant la place du marché. Dans le fond s’élève l’église tandis que, sur la gauche, on voit la boutique de vins de Mamma Lucia.
Alors que sonnent les cloches de l’église, des femmes, en dehors de la scène, chantent la beauté du jour pendant que les hommes, également dans les coulisses, vantent le zèle et le charme de leurs femmes. Bientôt une foule d’hommes et de femmes se rassemble pour assister à la messe. Ils entrent dans l’église et, tandis que leurs voix s’éteignent, Santuzza, une jeune villageoise, triste et mélancolique, apparaît alors et se dirige vers la boutique de Mamma Lucia. Elle la rencontre alors que celle-ci est sur le point de partir à l’église et lui demande où se trouve Turiddu, son fils. Lucia répond qu’il est parti le soir précédent pour chercher du vin. Mais Santuzza rétorque que Turiddu a été vu pendant la nuit dans le village. « Et que savez–vous au sujet de mon fils ? » interroge alors Lucia.
Leur conversation est interrompue par l’arrivée d’Alfio et le tintement des clochettes de son cheval. Alfio chante gaiement les joies de la vie de charretier, en dépit de ses difficultés. Puis, il réclame du vin à Mamma Lucia. Celle–ci lui répond alors que Turiddu est parti en chercher. Alfio s’étonne car il a vu Turiddu, ce matin, près de chez lui. Mais à ce moment s’élève, venant de l’église, le son de l’orgue et celui des prières qui jettent à genoux tous ceux qui se trouvent sur la place. Et tous, d’une même ferveur, chantent l’hymne de Pâques pendant que la procession villageoise pénètre à son tour dans l’église, laissant Santuzza et Mamma Lucia seules dehors.
Santuzza s’épanche alors avec passion en racontant à Lucia l’histoire de son amour trahi : Turiddu, qui était fiancé à Lola avant son départ pour l’armée, l’a retrouvée à son retour mariée à Alfio et est alors devenu l'amant de Santuzza qui l’aime à la folie. Mais Lola lui a repris son amant. Interrompant son récit, Santuzza s’effondre alors en larmes, se croyant maudite. Mamma Lucia, bouleversée par ce qu’elle vient d’entendre, pénètre dans l’église à son tour. C’est à ce moment qu’arrive Turiddu, tâchant d’abord d’éviter Santuzza. Mais celle-ci l’interpelle et lui reproche amèrement sa conduite. Le ton monte très vite et la querelle s’envenime quand survient Lola, en quête de son mari. Avisant Santuzza, elle trouve le moyen de la railler avant de pénétrer à son tour dans l’église.
À nouveau seuls, Santuzza et Turiddu reprennent leur dispute, faite de cris et de supplications ; excédé, Turiddu bouscule avec violence Santuzza qui s’effondre à terre en maudissant son amant avec cette haine, cette fureur que peut seule produire une passion.
Alfio sort à ce moment de l’église où vient de se précipiter Turiddu. Santuzza, folle de jalousie, lui raconte alors tout ce qui s’est passé entre sa femme et Turiddu. Alfio, abasourdi, jure vengeance et part sur le champ. Santuzza, soudain saisie d’un remords prémonitoire, le suit, effarée. La scène est alors vide et c’est le grand intermezzo symphonique, imprégné du sombre présage du drame imminent et maintenant inévitable.

La messe de Pâques est terminée et tous les villageois sortent de l’église. Lola est pressée de rentrer chez elle mais Turiddu la retient un moment et invite tout le monde à boire. Chacun s’égaie et Turiddu boit à tous les vrais amoureux. À ce moment, Alfio refuse, de manière offensante, le vin que Turiddu lui offre : 

« Je n’accepte pas votre vin ; il se transformerait en poison dans mon estomac. »

Turiddu réalise alors qu’Alfio sait tout et qu’après cette insulte, il ne peut que se battre avec lui. Comme le veut la coutume sicilienne avant un duel, les deux hommes s’embrassent et Turiddu mord l'oreille d'Alfio. Alfio se dirige ensuite vers le verger pour ce duel au couteau. Turiddu appelle sa mère, il a le pressentiment de sa mort proche et il lui demande sa bénédiction, puis il lui recommande Santuzza avant de partir vers son destin. Mamma Lucia, bouleversée, pleure seule tandis qu’arrive Santuzza qui l’embrasse.

Et tout aussitôt la place s’emplit de villageois agités d’où émerge une voix de femme qui s’écrie : 

« Hanno ammazzato compare Turiddu. »

Turiddu est mort. Mamma Lucia et Santuzza s’effondrent en poussant des cris d’horreur et de désespoir. Le rideau tombe précipitamment sur un hurlant vivacissimo orchestral.

## Autres œuvres inspirées par la nouvelle de Verga
Le compositeur Domenico Monleone a composé en 1907 un opéra portant le même nom et basé également sur la nouvelle de Giovanni Verga. Cette œuvre a été interdite et le compositeur a réutilisé la musique pour l'opéra La giostra dei falchi. Les deux opéras Cavalleria rusticana ont été joués et confrontés lors du Festival Radio France Occitanie Montpellier de 2001.
Le compositeur Stanislao Gastaldon a voulu participer au concours de Sonzogno, a écrit lui aussi un opéra inspiré par la nouvelle de Varga, Mala Pasqua!, mais il s'est retiré du concours et a ajouté deux autres actes à son opéra. L'œuvre a été créée au Teatro Costanzi le 9 avril 1890 avec un succès modeste.

## Évocations

### Au cinéma
Cavalleria rusticana apparaît longuement dans Le Parrain 3 de Francis Ford Coppola. Anthony Vito, le fils de Michael Corleone, y joue le premier rôle. La grande scène finale du film est basée sur la première de l'opéra au Théâtre Massimo Vittorio-Emanuele de Palerme et imprègne le dénouement de la trilogie d'une grande portée tragique avec la mort, sur les marches de l'opéra, de Mary, la sœur d'Antonio, interprétée par Sofia Coppola.
L'Intermezzo apparaît au début ainsi qu'au générique du film Raging Bull de Martin Scorsese, dans Le Bossu de Philippe De Broca et dans Le Songe d'une nuit d'été de Michael Hoffman.

### Dans la littérature
Cavalleria rusticana est cité dans À l'ombre des jeunes filles en fleurs de Marcel Proust et dans La Nausée de Jean-Paul Sartre.

## Retransmissions notables
- Chorégies d'Orange (en direct), le 4 août 2009 sur France 3

Retransmission en direct de Matera (Basilicate, Italie), le 3 août 2019 sur Arte, Matera étant capitale européenne de la culture en 2019.

## Discographie
- Enregistrement historique, en avril 1940, sous la direction du compositeur, à la Scala de Milan, avec Lina Bruna Rasa (Santuzza), Beniamino Gigli (Turridu), Giulietta Simionato (Mamma Lucia), Gino Bechi (Alfio). Disponible chez Naxos, collection Historical, no 8.110714-15 ; ou chez Cantus-lin, ASIN B000058B56
- Julia Varady (Santuzza), Luciano Pavarotti (Turriddu), Ida Bormida (Mamma Lucia), Piero Cappuccilli (Alfio), Carmen Gonzales (Lola). Chœur de l'Opéra de Londres, Orchestre Philharmonique National. Direction: Gianandrea Gavazzeni. Enregistrement Decca, 1976
- Maria Callas, Giuseppe Di Stefano, Coro e Orchestra alla Scala, Milano, Tullio Serafin direction, 1953 (réédité en 2007 dans le coffret The complete studio recordings Maria Callas - EMI Classics)
- Zinka Milanov, Jussi Björling, Robert Merril. dir: Renato Cellini (1953) Naxos
- Renata Tebaldi, Jussi Björling, Ettore Bastianini. dir: Alberto Erede (1957) Decca Records
- Fiorenza Cossotto, Carlo Bergonzi, Maria Gracia Allegri, Gian Giacomo Guelfi, Adriana Martino, Chœur et Orchestre du Teatro alla Scala, dir: Herbert von Karajan - (1965)  Deutsche Grammophon
- Elena Obraztsova, Placido Domingo, Fedora Barbieri, Renato Bruson, Axelle Gall, Chœur et Orchestre du Teatro alla Scala, dir: Georges Prêtre {1985) Philips Classics
- Agnes Baltsa, Placido Domingo, Juan Pons, Wiera Baniewicz, Susanne Mentzer, Ch. Opera Covent Garden Londres, orch. Philharmonia londres, Giuseppe Sinopoli (1989)  Deutsche Grammophon
- Renata Scotto, Placido Domingo, Jean Kraft, Isola Jones, Pablo Elvira, National Philharmonic Orchestra, Direction James Levine 1979 RCA, The Sony Opera House, BMG Entertainment - 2009 Sony Music Entertainment